# Leinster Rugby
Leinster Rugby (irisch Rugbaí Laighean) ist eine professionelle Rugby-Union-Mannschaft aus der Provinz Leinster in Irland. Sie spielt in der internationalen Meisterschaft United Rugby Championship und nimmt an europäischen Pokalwettbewerben teil. Die Mannschaft vertritt die Irish Rugby Football Union Leinster Branch, eine von vier Teilverbänden der Irish Rugby Football Union (IRFU). Heimstadion ist die RDS Arena in Dublin, für besonders wichtige Spiele steht das Aviva Stadium zur Verfügung. Die größten Erfolge der Mannschaft sind fünf Meistertitel der United Rugby Championship sowie vier Pokalsiege im European Rugby Champions Cup.

## Geschichte
Der Verband der Provinz Leinster wurde im Jahr 1879 gegründet. In der Amateurära spielte die Auswahlmannschaft gegen die anderen drei Provinzen (Connacht, Munster und Ulster) um die irische Provinzmeisterschaft, dabei gewann sie 20 Mal den Meistertitel.
Seit der Professionalisierung von Rugby Union in den 1990er Jahren beteiligt sich Leinster Rugby an der Celtic League, der gemeinsamen Meisterschaft von Irland, Schottland und Wales, die später um Mannschaften aus Italien und Südafrika zur United Rugby Championship erweitert wurde. Bisher wurden sie fünfmal Meister: 2002, 2008, 2013, 2014 und 2018. Leinster Rugby erreichte in den Jahren 1996, 2003 und 2006 das Halbfinale des europäischen Pokalwettbewerbs Heineken Cup. Im Jahr 2009 konnte die Mannschaft erstmals den Titel in diesem Wettbewerb gewinnen, 2011 folgte der zweite Titel, 2012 der dritte. In der Saison 2012/13 bestand für Leinster die Möglichkeit, als erste Mannschaft überhaupt den Titel dreimal in Folge zu gewinnen; das Team schied in der Vorrunde aus, konnte aber den European Rugby Challenge Cup für sich entscheiden. Im Jahr 2018 konnte Leinster neben der Pro 14 Meisterschaft auch den European Rugby Champions Cup gewinnen, den Nachfolgewettbewerb des Heineken Cup.
Das traditionelle Heimstadion von Leinster Rugby war mehrere Jahrzehnte lang das Donnybrook Stadium mit 6.000 Plätzen. Da es zu klein geworden war, traf Leinster Rugby eine Übereinkunft mit der Royal Dublin Society, um die Heimspiele zukünftig in der RDS Arena (18.500) austragen zu können. Dies geschah erstmals während des Heineken Cup 2005/06, ab der Saison 2006/07 auch bei Ligaspielen. Heimspiele mit großem Zuschauerinteresse werden seit 2010 im Aviva Stadium (51.700 Plätze) ausgetragen.

## Erfolge
- Sieger European Rugby Champions Cup / Heineken Cup: 2009, 2011, 2012, 2018
- Sieger European Rugby Challenge Cup: 2013
- Meister United Rugby Championship: 2002, 2008, 2013, 2014, 2018, 2019
- Irische Provinzmeisterschaft: 20 Meistertitel
- Sieger British and Irish Cup: 2013, 2014

## Spieler

### Aktueller Kader
Der Kader für die Saison 2019/2020:

### British and Irish Lions
Die folgenden Spieler der Provinz Leinster wurden für die British and Irish Lions nominiert.
| Tour | Spieler                           |
| ---- | --------------------------------- |
| 1896 | Tom Crean                         |
| 1896 | Robert Johnston                   |
| 1938 | George J. Morgan                  |
| 1950 | Karl Mullen                       |
| 1955 | Robin Roe                         |
| 1955 | Tony O’Reilly                     |
| 1959 | Niall Brophy                      |
| 1959 | Ronnie Dawson                     |
| 1959 | Bill Mulcahy                      |
| 1959 | Tony O’Reilly (2. Nominierung)    |
| 1962 | Niall Brophy (2. Nominierung)     |
| 1962 | Bill Mulcahy (2. Nominierung)     |
| 1968 | Ronnie Dawson (2. Nominierung)    |
| 1971 | Mike Hipwell                      |
| 1971 | Sean Lynch                        |
| 1971 | Fergus Slattery                   |
| 1974 | Tom Grace                         |
| 1974 | John Moloney                      |
| 1974 | Fergus Slattery (2. Nominierung)  |
| 1977 | Willie Duggan                     |
| 1977 | Philip Orr                        |
| 1980 | Ollie Campbell                    |
| 1980 | Philip Orr (2. Nominierung)       |
| 1980 | Rodney O’Donnell                  |
| 1980 | John Robbie                       |
| 1980 | Tony Ward                         |
| 1983 | Ollie Campbell (2. Nominierung)   |
| 1983 | Hugo MacNeill                     |
| 1989 | Paul Dean                         |
| 1989 | Brendan Mullin                    |
| 1993 | Vincent Cunningham                |
| 1997 | Eric Miller                       |
| 2001 | Brian O’Driscoll                  |
| 2001 | Malcolm O’Kelly                   |
| 2005 | Shane Byrne                       |
| 2005 | Gordon D’Arcy                     |
| 2005 | Denis Hickie                      |
| 2005 | Shane Horgan                      |
| 2005 | Brian O’Driscoll (2. Nominierung) |
| 2005 | Malcolm O’Kelly                   |
| 2009 | Gordon D’Arcy (2. Nominierung)    |
| 2009 | Luke Fitzgerald                   |
| 2009 | Nathan Hines                      |
| 2009 | Rob Kearney                       |
| 2009 | Brian O’Driscoll (3. Nominierung) |
| 2013 | Rob Kearney (2. Nominierung)      |
| 2013 | Brian O’Driscoll (4. Nominierung) |
| 2017 | Tadhg Furlong                     |
| 2017 | Robbie Henshaw                    |
| 2017 | Jack McGrath                      |
| 2017 | Sean O’Brien                      |
| 2017 | Johnny Sexton                     |

### Rekorde

#### Meiste Spiele
|     | Name                      | Spiele |
| --- | ------------------------- | ------ |
| 1.  | Gordon D’Arcy             | 257    |
| 2.  | Devin Toner               | 231    |
| 3.  | Jamie Heaslip             | 229    |
| 4.  | Leo Cullen (Rugbyspieler) | 219    |
| 5.  | Rob Kearney               | 210    |
| 6.  | Cian Healy                | 208    |
| 7.  | Shane Jennings            | 205    |
| 8.  | Shane Horgan              | 203    |
| 9.  | Brian O’Driscoll          | 186    |
| 10. | Isa Nacewa                | 185    |

#### Meiste Versuche
|     | Name             | Versuche |
| --- | ---------------- | -------- |
| 1.  | Shane Horgan     | 69       |
| 2.  | Brian O’Driscoll | 61       |
| 3.  | Gordon D’Arcy    | 60       |
| 4.  | Denis Hickie     | 56       |
| 5.  | Isa Nacewa       | 47       |
| 6.  | Rob Kearney      | 41       |
| 7.  | Seán Cronin      | 40       |
| 8.  | Jamie Heaslip    | 38       |
| 9.  | Felipe Contepomi | 33       |
| 10. | Girvan Dempsey   | 32       |
| 10. | Luke Fitzgerald  | 32       |

#### Meiste Punkte
|     | Name             | Punkte |
| --- | ---------------- | ------ |
| 1.  | Johnny Sexton    | 1446   |
| 2.  | Felipe Contepomi | 1225   |
| 3.  | Ian Madigan      | 827    |
| 4.  | Isa Nacewa       | 706    |
| 5.  | Brian O’Meara    | 553    |
| 6.  | Fergus McFadden  | 434    |
| 7.  | Ross Byrne       | 385    |
| 8.  | Alan McGowan     | 372    |
| 9.  | Jimmy Gopperth   | 350    |
| 10. | Shane Horgan     | 348    |